# Ambulyx schauffelbergeri
Espèce
Ambulyx schauffelbergeri est une espèce d'insectes lépidoptères de la famille des Sphingidae.

## Description
L'envergure varie de 88 à 124 mm.

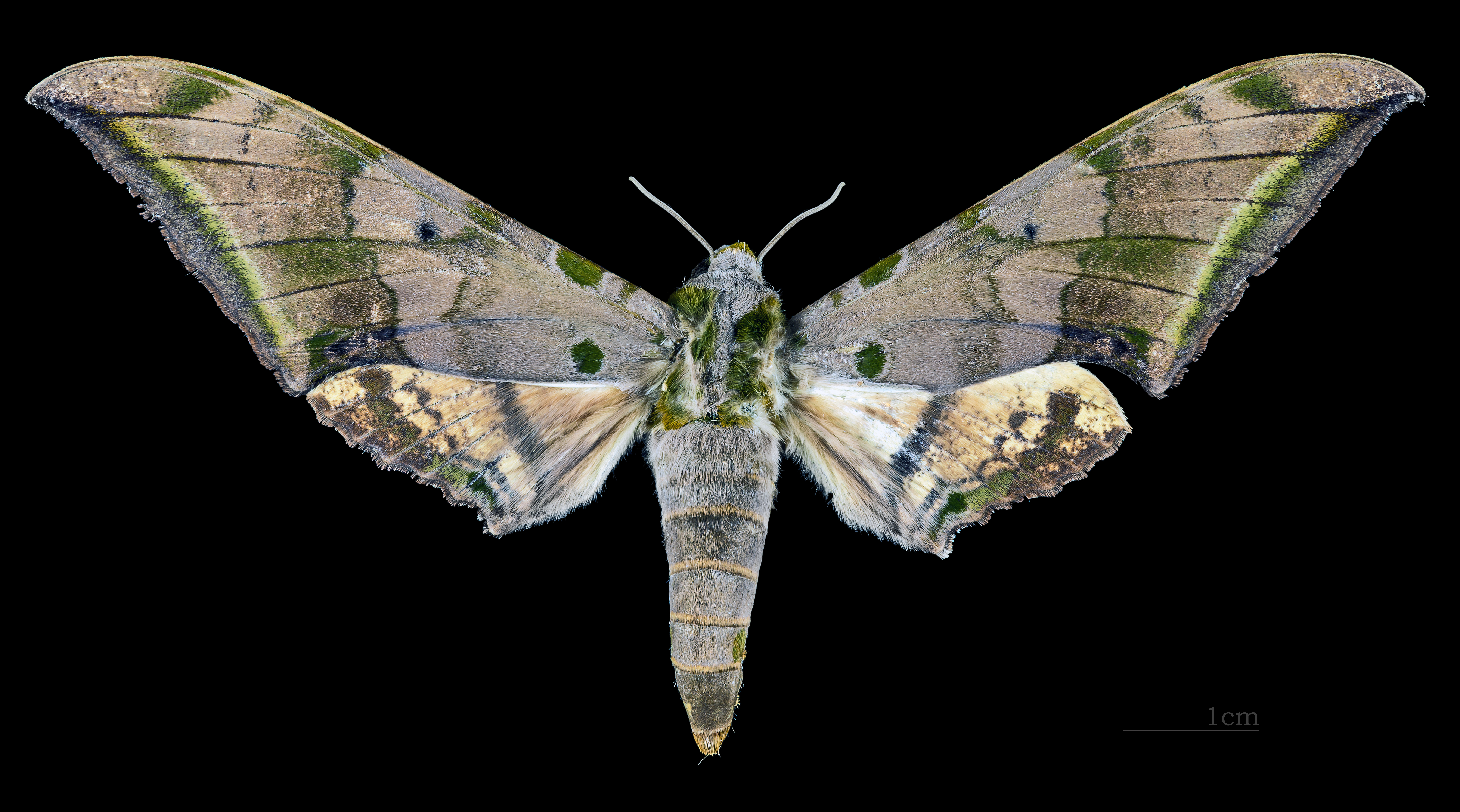
Face dorsale de la femelle (coll.MHNT)
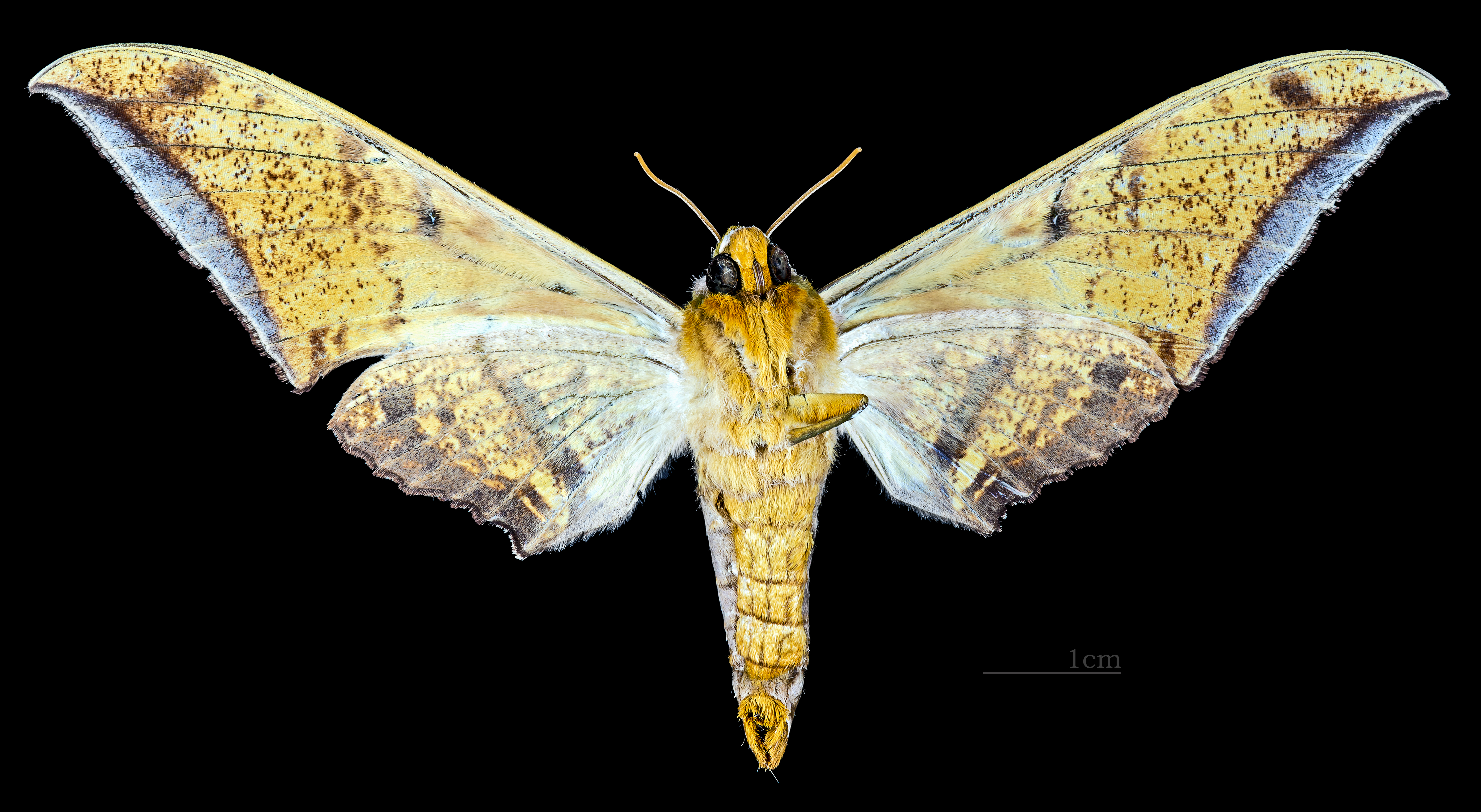
Revers de la femelle (coll.MHNT)

## Distribution
L’espèce est connue en Chine (Liaoning), en Corée du Nord (Hwanghae du Sud), en Corée du Surd (Gyeonggi), au Japon (Hokkaido, Honshu, Shikoku.)

## Biologie
Les larves se nourrissent sur les espèces du genre.  

## Systématique
- L'espèce Ambulyx schauffelbergeri a été décrite par les entomologistes Bremer et Vasilii Fomich Grey en 1853 [1].
- La localité type est Pékin, Chine.

### Synonymie
- Ambulyx trilineata Rothschild, 1894[2].
- Oxyambulyx schauffelbergeri sobrina (Mell, 1922).
- Oxyambulyx schauffelbergeri siaolouensis Clark, 1937.

### Taxonomie
L'espèce fait partie de la famille des Sphingidae, sous-famille des Smerinthinae, tribu des Ambulycini, et du genre Ambulyx.
Considéré comme un synonyme d’Ambulyx substrigilis par Boisduval, en 1875. ainsi que par Hampson, en 1893. Rétabli en tant qu'espèce et transféré dans le genre Oxyambulyx par Rothschild et Jordan en 1903. Replacé dans le genre Ambulyx par Bridges, 1993, confirmation par Kitching et Cadiou en 2000.